# 4-та армія ВПС і ППО
4-та Червонопрапорна армія ВПС і ППО (в/ч 21206, 40911) — оперативне з'єднання повітряно-космічних сил Російської Федерації у Південному військовому окрузі.

## Історія
2015 року на базі 4-го командування ВПС і ППО, що було сформоване 1 грудня 2009 року шляхом об'єднання 4-ї армії ВПС та ППО і 5-ї армії ВПС та ППО, створено 4-ту Червонопрапорну армію ВПС і ППО.
Управління знаходиться в місті Ростов-на-Дону. На 2014 рік з'єднання та військові частини 4-го командування ВПС і ППО дислокувалися на території двох федеральних округів — Південного та Північно-Кавказького.

## Склад

### Станом на 2009 рік
- 7-ма бригада повітряно-космічної оборони (в/ч 42352, 34016) — Ростов-на-Дону
  - 6970-та авіабаза (на озброєнні Су-24М) — Морозовськ
  - 6971-ша авіабаза (на озброєнні Су-25СМ, Мі-8, Мі-24, Мі-28) — Будьонновськ
- 8-ма бригада повітряно-космічної оборони (в/ч 34244, 620151) — Єкатеринбург
- 6972-га авіабаза (на озброєнні Су-27СМ3[4]) — Кримськ
- 6974-та авіабаза (на озброєнні Мі-8, Мі-24, Мі-28) — Коренівськ
- 6977-ма авіабаза (на озброєнні МіГ-31) — Перм
- 999-та авіабаза (на озброєнні Су-25,Су-27, Мі-8) — Кант
- 229-та транспортна авіабаза — Ростов-на-Дону
- 6969-та авіабаза(на озброєнні МиГ-29) — Міллерово
- 6973-тя авіабаза (на озброєнні Су-25) — Приморсько-Ахтарськ

### Станом на 2011 рік
- 7-ма бригада повітряно-космічної оборони — Ростов-на-Дону
  - 1537-й зенітно-ракетний полк (Новоросійськ) — С-400;
  - 1721-й зенітно-ракетний полк (Новомихайлівський) — Бук;
  - 1536-й зенітно-ракетний полк (Ростов-на-Дону) — С-300ПМ;
- 6972-га авіабаза 1-го розряду — (Кримськ)
  - авіагрупа — (Кримськ) — Су-27П, Су-27СМ3, Су-30М2;
  - авіагрупа — (Міллерово) — МіГ-29;
  - авіагрупа — (Приморсько-Ахтарськ) — Су-25СМ;
  - авіагрупа — (Ростов-на-Дону) — Ан-12, Ан-26;
  - авіагрупа — (Морозовськ) — Су-24М;
  - авіагрупа — (Будьоновськ) — Су-25СМ;
  - авіагрупа — (Маринівка) — Су-24МР;
- 387-ма авіаційна база — Мі-8, Мі-24, Мі-28 (Будьонновськ);
- 393-тя авіаційна база — Мі-8, Мі-24, Мі-28 (Коренівськ);
- 346-та авіаційна база — Мі-8, Мі-24, Мі-26, Мі-28 (Ростов-на-Дону/Єгорлицька);
- 999-та авіаційна база — Су-25, Су-27, Мі-8, Мі-24 (Кант, Киргизстан);
- 3624-та авіаційна база — МіГ-29С (Еребуні, Вірменія);
- 42-й навчальний центр бойової підготовки зенітно-ракетних військ полігон Ашулук — С-300ПС.

### Станом на 2014 рік
- 1-ша змішана авіаційна дивізія[5] — Кримськ
  - 19-й винищувальний авіаційний полк — Міллерово
- 27-ма змішана авіаційна дивізія — Бельбек[6]
  - 38-й винищувальний авіаційний полк — Бельбек

### Станом на 2017 рік
- 1-ша змішана авіаційна дивізія[5] — Кримськ
  - 31-й гвардійський винищувальний авіаційний полк — Міллерово
- 4-та змішана авіаційна дивізія — Мариновка
  - 11-й змішаний авіаційний полк
  - 960-й штурмовий авіаційний полк — Приморсько-Ахтарськ
- 27-ма змішана авіаційна дивізія — Бельбек
  - 37-й змішаний авіаційний полк — Гвардійське
  - 38-й винищувальний авіаційний полк — Бельбек
  - 39-й вертолітний полк — Джанкой
- 31-ша дивізія ППО — Севастополь
  - 12-й зенітний ракетний полк — Севастополь
  - 18-й зенітний ракетний полк — Феодосія
  - 3-й радіотехнічний полк — Севастополь
- 16-та бригада армійської авіації — Зерноград
- 30-й окремий транспортний змішаний авіаційний полк — Ростов на Дону

## Бойові операції
За даними військової розвідки України, 16 липня 2014 року літак МіГ-29 зі складу 19-го винищувального авіаційного полку 1-ї змішаної авіаційної дивізії 4-ї армії ВПС Збройних сил РФ о 18:55 уразив Су-25 Повітряних сил України в районі Амвросіївки.

## Російсько-українська війна
Армія використовувалась під час Російського вторгнення в Україну (2022).